# 386BSD
Förväxla ej med BSD/386, ett kommersiellt Unixsystem som säljs av BSDi
386BSD, även kallat "Jolix", var ett fritt Unixliknande operativsystem baserat på BSD, och släpptes första gången 1992. Det kunde köras på PC kompatibla datorsystem som byggde på Intel 80386-mikroprocessorn. 386BSD innovationer inkluderar rollbaserad säkerhet, ring-buffrar, självordnande konfiguration och modulär kärndesign.
386BSD utvecklades senare till FreeBSD och NetBSD.